# Pseudotrismegistia undulata
Pseudotrismegistia undulata là một loài Rêu trong họ Sematophyllaceae. Loài này được (Broth. & Yasuda) H. Akiy. & Tsubota mô tả khoa học đầu tiên năm 2002.